# (4992) Кальман
(4992) Кальман (лат. Kálmán) — типичный астероид главного пояса, открыт 25 октября 1982 года советским астрономом Людмилой Журавлёвой в Крымской астрофизической обсерватории и 15 февраля 1995 года назван в честь венгерского композитора Имре Кальмана.

## Обнаружение и именование
(4992) Кальман
Открыт 25 октября 1982 года в Научном Л. В. Журавлёвой.
Назван в память о венгерском композиторе Имре Кальмане (1882—1953).
Оригинальный текст (англ.)4992 Kálmán
Discovered 1982-10-25 by Zhuravleva, L. V. at Nauchnyj.
Named in memory of the Hungarian composer Imre Kálmán (1882—1953).
Источники: DISCOVERY.DB; M.P.C. 24765.

## Орбита

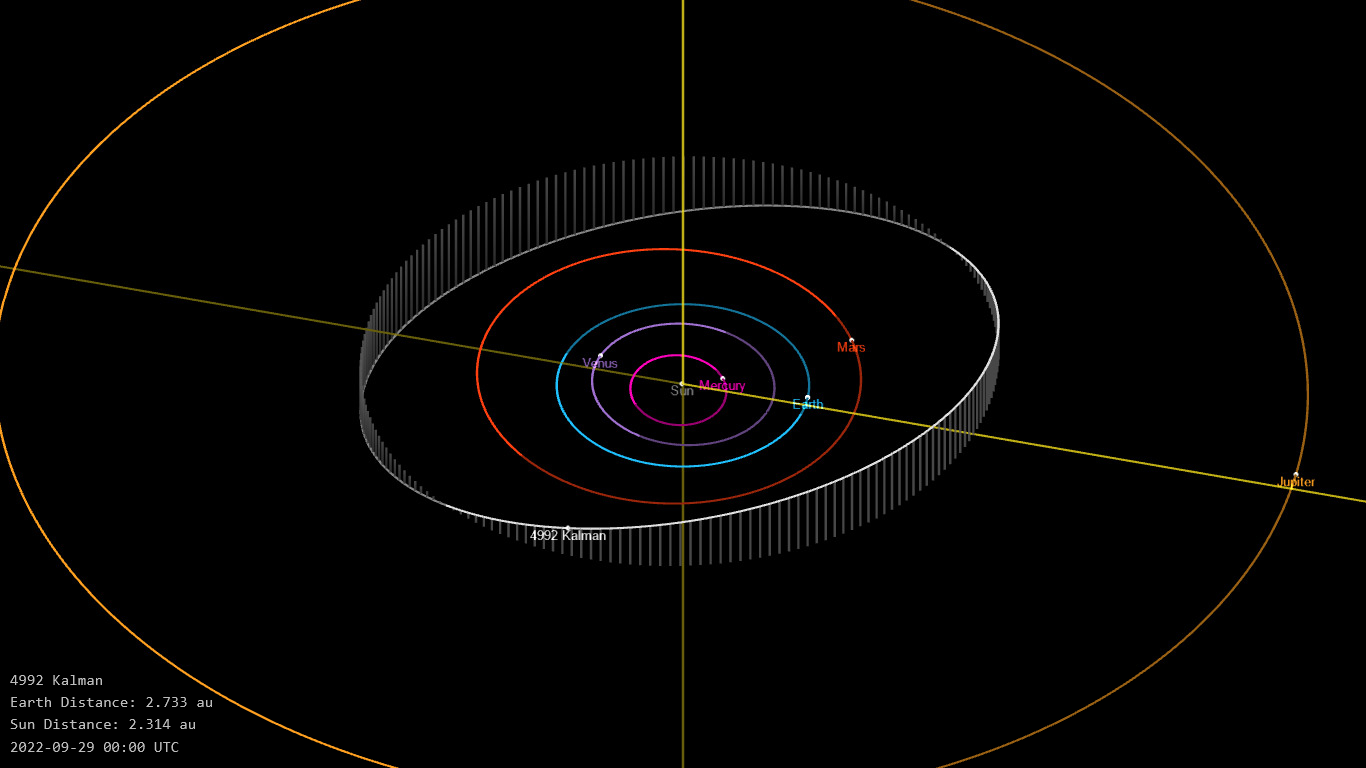
Орбита астероида Кальман и его положение в Солнечной системе

## Физические характеристики
Астероид относится к таксономическому классу S.
По результатам наблюдений в видимом и ближнем инфракрасном диапазоне космического телескопа NEOWISE диаметр астероида оценивался равным 6,495±0,108 км и 9,48±2,48 км. Согласно тем же источникам альбедо оценивается как 0,3483±0,0635, 0,13±0,10 и 0,348±0,064.